# Mohamed Amine Ben Amor
Mohamed Amine Ben Amor (ar. محمد أمين بن عمر, ur. 3 maja 1992 w Susie) – tunezyjski piłkarz grający na pozycji defensywnego pomocnika. Jest wychowankiem klubu Étoile Sportive du Sahel.

## Kariera piłkarska
Swoją karierę piłkarską Ben Amor rozpoczął w klubie Étoile Sportive du Sahel. W 2013 roku został z niego wypożyczony do drugoligowego Sfax Railways Sports. W 2014 roku wrócił do ES Sahel. 14 sierpnia 2014 zadebiutował w nim w pierwszej lidze tunezyjskiej w zremisowanym 0:0 domowym meczu z Club Sportif Sfaxien. W sezonie 2014/2015 zdobył Puchar Tunezji oraz został wicemistrzem kraju. W 2015 roku zdobył Puchar Konfederacji, a w 2016 roku został mistrzem Tunezji.
| Sezon   | Klub                     | Kraj    | Rozgrywki | Mecze | Gole |
| ------- | ------------------------ | ------- | --------- | ----- | ---- |
| 2013/14 | Sfax Railways Sports     | Tunezja | CLP-2     | ?     | ?    |
| 2014/15 | Étoile Sportive du Sahel | Tunezja | CLP-1     | 15    | 0    |
| 2015/16 | Étoile Sportive du Sahel | Tunezja | CLP-1     | 25    | 1    |
| 2016/17 | Étoile Sportive du Sahel | Tunezja | CLP-1     |       |      |

## Kariera reprezentacyjna
W reprezentacji Tunezji Ben Amor zadebiutował 15 czerwca 2015 roku w zremisowanym 1:1 meczu kwalifikacji do Mistrzostw Narodów Afryki 2016 z Marokiem. W 2017 roku został powołany do kadry na Puchar Narodów Afryki 2017.